# Poroče
Poroče este un sat din comuna Petnjica, Muntenegru. Conform datelor de la recensământul din 2003, localitatea are 33 de locuitori (la recensământul din 1991 erau 60 de locuitori).

## Demografie
În satul Poroče locuiesc 26 de persoane adulte, iar vârsta medie a populației este de 38,8 de ani (39,2 la bărbați și 38,4 la femei). În localitate sunt 10 gospodării, iar numărul mediu de membri în gospodărie este de 3,30.
Populația localității este foarte eterogenă.
|  |

| Demografie | Demografie | Demografie |
| An         | Locuitori  | Locuitori  |
| ---------- | ---------- | ---------- |
|            |            |            |
|            |            |            |
|            |            |            |
|            |            |            |
| 1948       | 45         |            |
| 1953       | 48         |            |
| 1961       | 50         |            |
| 1971       | 79         |            |
| 1981       | 67         |            |
| 1991       | 60         | 60         |
| 2003       | 92         | 33         |

| \| Componența etnică conform recensământului din 2003[2] \| Componența etnică conform recensământului din 2003[2] \| Componența etnică conform recensământului din 2003[2] \| Componența etnică conform recensământului din 2003[2] \| Componența etnică conform recensământului din 2003[2] \| \| ----------------------------------------------------- \| ----------------------------------------------------- \| ----------------------------------------------------- \| ----------------------------------------------------- \| ----------------------------------------------------- \| \| \| \| \| \| \| \| Musulmani \| Musulmani \| \| 17 \| 51,51% \| \| Bosniaci \| Bosniaci \| \| 16 \| 48,48% \| \| necunoscută \| necunoscută \| \| 0 \| 0% \| |             |  |    |        |
| Componența etnică conform recensământului din 2003 |             |  |    |        |
| |             |  |    |        |
| Musulmani | Musulmani   |  | 17 | 51,51% |
| Bosniaci | Bosniaci    |  | 16 | 48,48% |
| necunoscută | necunoscută |  | 0  | 0%     |